# Cantó de Lo Malasiu

El cantó de Lo Malasiu és un cantó francès del departament del Losera, a la regió d'Occitània. Està enquadrat al districte de Mende, té 9 municipis i el cap cantonal és Lo Malasiu.

## Municipis
- Chaulhac
- Julhanjas
- Lo Malasiu Foran
- Lo Malasiu
- Paulhac de Marjarida
- Prunièiras
- Sent Latgièr del Malasiu
- Sent Pèire lo Vièlh
- Sent Privat del Fau